# تاغجيجت
تغجيجت هي إحدى القرى المغربية، بإقليم كلميم، شمال مدينة كلميم. تضم تغجيجت 11.207 نسمة (إحصاء 2004). وهي منطقة شبه صحراوية تعرف بالتوفر على عدد لاباس به من العيون المائية وهي تختلف عن باقي قرى إقليم كلميم بمناخها الصحراوي الحار خاصة في فصل الصيف يقطنها مزيج من السكان، تسكنها إحدى أكبر القبائل الصحراوية التكنية تسمى بقبيلة آيت براهيم التي تنضوي تتزعم ما يسمى بقبائل آيت النص داخل اتحادية تكنة والتي تضم إلى جانب آيت إبراهيم قيائل آيت زكري، آيت بوعشرا، آيت بوهو، آيت موسى أوداود .
تعد التقاليد الصحراوية هي المسيطرة في المناسبات خاصة في الزواج حيت تسيطر العادات الصحراوية عليه كما أن هذه القبيلة الكبيرة تعتبر الكدرة موسيقاها المفضلة وإلى جانب قبيلة آيت إبراهيم  تقطن بتغجيجت فئة من الأمازيغ  قادمين من مناطق عدة خاصة افران وايت جرار وبعض المناطق 

## دواوير الجماعة
- ايت موسى
- دودرار
- أگماض[العاصمة]
- أمسول أوزرك
- تكموت
- تازورغت
- واوكينغت
- تاوينغت العليا
- تاوينغت السفلى
- مسكراد
- أمغجيض
- تركا مايت
- بموسي (حي الظلام)

## الاقتصاد
تشتهر جماعة تغجيجت بتنظيم مهرجان موسم التمور سنويا في شهر نوفمبر، وهو مهرجان يسلط الضوء على أهمية قطاع التمور في الحفاظ على استدامة الواحات، كما يضم عدة أنشطة أخرى. وموسم الناقة المقام ببلدة تكموت. 